# 呂珍九
呂珍九（韓語：여진구，1997年8月13日－），韓國演員、童星出身。2005年以電影《悲傷電影》出道。名字的含義為「九個珍寶」，不用「十」是因為剩下那一個寶貝要在生活中尋找（「九」字代表迴圈不息，永恆的意思）。

## 成長過程
“季節中的春天會走向每個人，人生的春天卻只會走向努力的人”——呂珍九
呂珍九於1997年8月13日出生於韓國首爾特別市冠岳區，有一個小五歲的弟弟여태구。從小學到高中畢業期間一直在冠岳區長大。小時候的他不擅於表達也不是很會說話，性格內向。但是演員的氣質是天生的，看着電視裡的藝人，開始也想上電視或電影，於是跟父母說出了這種想法，父母也支持他改改性格。據說，他從小就很帥氣，周圍很多人都說讓他當藝人。2005年偶然間看到的電影《悲傷電影》試鏡中競爭率達到150：1，在劇中飾演廉晶雅的兒子朴諱燦。隨着年齡的增長，他漸漸變得活潑開朗，從小一直生活在一個小區裡，有很多小區和學校的朋友。上學時經常能聽到朋友們踢足球的故事。
2016年2月，呂珍九從韓國首爾南崗高中畢業後，進入中央大學戲劇電影學系學習。

## 影視作品

### 電視劇
| 年份 | 電視臺 | 劇名                       | 角色                    | 備註       |
| 2005 | MBC    | 《彩虹羅曼史》             | 呂珍九                  | 客串第43集 |
| 2006 | SBS    | 《人妻的秘密》             | 白民亨                  |            |
| 2006 | SBS    | 《淵蓋蘇文》               | 金欽純                  | 幼年       |
| 2006 | SBS    | 《遊戲女王》               | 李信鎮                  | 幼年       |
| 2007 | MBC    | 《H.I.T》                  | 白修正                  | 幼年       |
| 2008 | MBC    | 《一枝梅》                 | 一枝梅／李謙            | 幼年       |
| 2008 | MBC    | 《食客》                   | 浩泰                    |            |
| 2008 | MBC    | 《老千》                   | --                      | 幼年       |
| 2009 | MBC    | 《不是誰都能愛》           | 李燦                    |            |
| 2009 | MBC    | 《自鳴鼓》                 | 好童王子                | 幼年       |
| 2009 | MBC    | 《吞噬太陽》               | 金政宇                  | 幼年       |
| 2010 | KBS    | 《名家》                   | 崔國璿                  | 幼年       |
| 2010 | SBS    | 《巨人》                   | 李江慕                  | 少年       |
| 2011 | SBS    | 《武士白東修》             | 白東修                  | 少年       |
| 2011 | SBS    | 《樹大根深》               | 姜彩允／小福            | 少年       |
| 2012 | MBC    | 《擁抱太陽的月亮》         | 李暄                    | 少年       |
| 2012 | MBC    | 《想你》                   | 韓正宇                  | 少年       |
| 2013 | tvN    | 《馬鈴薯星2013QR3》        | 洪彗星                  | 男主角     |
| 2015 | KBS    | 《橘皮馬末蘭果醬》         | 鄭在民                  | 男主角     |
| 2016 | SBS    | 《大撲》                   | 延礽君                  | 男主角之一 |
| 2017 | tvN    | 《Circle：相連的兩個世界》 | 金宇鎮                  | 男主角     |
| 2017 | SBS    | 《再次重逢的世界》         | 成海誠                  | 男主角     |
| 2019 | tvN    | 《成為王的男人》           | 李憲／河善              | 男主角     |
| 2019 | SBS    | 《絕對達令》               | Zero9（零九）           | 男主角     |
| 2019 | tvN    | 《德魯納酒店》             | 具燦星                  | 男主角     |
| 2020 | tvN    | 《Start-Up》               | 蔣英實 （聲演）／洪知碩 | 特別出演   |
| 2021 | JTBC   | 《怪物》                   | 韓洙元                  | 男主角之一 |
| 2022 | tvN    | 《Link：盡情吃，用力愛》   | 殷繼勳                  | 男主角     |

### 電影
| 年份 | 片名                       | 角色     | 備註     |
| 2005 | 《悲傷電影》               | 朴諱燦   |          |
| 2006 | 《蘋果》                   | 男孩     |          |
| 2006 | 《沒禮貌的傢伙們》         | 金英勳   | 幼年     |
| 2008 | 《錯誤相遇》               | 姜大成   |          |
| 2008 | 《西洋古董洋果子店》       | 金振赫   | 幼年     |
| 2008 | 《霜花店：朕的男人》       | 洪麟     | 幼年     |
| 2012 | 《龍之舞》                 | 權泰山   | 少年     |
| 2013 | 《華頤：吞噬怪物的孩子》   | 華頤     |          |
| 2014 | 《奇蹟美男》               | 李秉柱   |          |
| 2014 | 《老千：神之手》           | 阿鬼弟子 | 特別出演 |
| 2015 | 《朝我的心臟開槍》         | 李秀明   |          |
| 2015 | 《西部戰線》               | 金榮光   |          |
| 2017 | 《代立軍》                 | 光海君   |          |
| 2017 | 《1987：黎明到來的那一天》 | 朴鍾哲   | 特別出演 |
| 2022 | 《花路阿朱媽》             | 自己     |          |
| 2022 | 《共感頻率》               | 金勇     | 主演     |
| 2023 | 《露梁：死亡之海》         |          | 特別出演 |
| 2024 | 《亡命機劫》               | 龙大     | 主演     |

### 微電影
- 2016年：《噗咚噗咚臺灣》
- 2017年：《噗咚噗咚臺灣》

### MV
- 2012年：K.Will《我需要妳》（與金寶拉、池昌旭、尹寶拉）
- 2014年：白智英《依然炙熱》（與海嶺）

## 綜藝節目

### 固定出演
| 年份 | 播放日期        | 播出頻道 | 節目名稱               | 集數 | 備註                               |
| ---- | --------------- | -------- | ---------------------- | ---- | ---------------------------------- |
| 2016 |                 | tvn      | 《珍九的禮物》         |      | 紀錄片類型節目                     |
| 2018 | 3月27日-5月15日 | tvn      | 《在當地吃得開嗎？》   | 8    | 與洪錫天、李玟雨共同出演           |
| 2020 | 6月11日-8月27日 | tvn      | 《帶輪子的家》         | 12   | 與成東鎰、金希沅共同演出           |
| 2021 | 8月6日-10月22日 | Mnet     | 《Girl's Planet: 999》 | 12   | 行星領航人（主持）                 |
| 2021 | 9月2日-9月23日  | KBS      | 《紅色地球》           | 4    | 擔任紀錄片《氣候變化特別企劃》旁白 |
| 2023 | 1月20日—3月3日  | TVING    | 《用雙腳搶票》         | 8    | 與河正宇、朱智勳和珉豪共同出演     |

## 宣傳大使
- 2016年及2017年：臺灣觀光宣傳大使[5]
- 2020年：KTV國民影像宣傳大使
- 2021年：韓國政府Brand K 聯合品牌宣傳大使

## 獎項
| 年份 | 類別 | 頒獎典禮                        | 獎項                          | 作品                         | 結果 |
| 2008 | 戲劇 | 第15屆SBS演技大賞               | 童星獎                        | 《一枝梅》《老千》           | 獲獎 |
| 2012 | 戲劇 | 第6屆Mnet 20's Choice           | Upcoming 20's                 | 《擁抱太陽的月亮》           | 獲獎 |
| 2012 | 戲劇 | 第4屆Pierson Movie Festival     | 最佳男童星獎                  | 《擁抱太陽的月亮》           | 獲獎 |
| 2012 | 戲劇 | 東亞TV Life Style               | Style Icon新人獎              | 《擁抱太陽的月亮》           | 獲獎 |
| 2012 | 戲劇 | 第48屆百想藝術大獎              | 電視劇部門 男子新人演技賞     | 《擁抱太陽的月亮》           | 提名 |
| 2012 | 戲劇 | 第48屆百想藝術大獎              | 電視劇部門 男子人氣賞         | 《擁抱太陽的月亮》           | 提名 |
| 2012 | 戲劇 | MBC演技大賞                     | 男童星獎                      | 《擁抱太陽的月亮》《想你》   | 獲獎 |
| 2013 | 綜合 | Style Icon Awards               | 男童星最佳轉變獎              | 不適用                       | 獲獎 |
| 2013 | 綜合 | 韓國最佳著裝天鵝獎              | 新星獎                        | 不適用                       | 獲獎 |
| 2013 | 電影 | 第33屆韓國電影評論家協會獎      | 男新人獎                      | 《華頤：吞噬怪物的孩子》     | 獲獎 |
| 2013 | 電影 | 第34屆青龍電影獎                | 男新人獎                      | 《華頤：吞噬怪物的孩子》     | 獲獎 |
| 2013 | 電影 | 第21屆大韓民國文化演藝大獎      | 電影部門 男新人獎             | 《華頤：吞噬怪物的孩子》     | 獲獎 |
| 2013 | 電影 | 韓國電影演員協會'明星之夜'      | 韓國電影人氣獎                | 《華頤：吞噬怪物的孩子》     | 獲獎 |
| 2014 | 電影 | 第51屆大鐘獎                    | 男子新人演技賞                | 《華頤：吞噬怪物的孩子》     | 提名 |
| 2014 | 電影 | 第14屆韓國青少年電影節          | 人氣電影人獎                  | 《華頤：吞噬怪物的孩子》     | 獲獎 |
| 2014 | 電影 | 第5屆年度電影獎                 | 男新人獎                      | 《華頤：吞噬怪物的孩子》     | 獲獎 |
| 2014 | 電影 | Director`s CUT Awards           | 男新人獎                      | 《華頤：吞噬怪物的孩子》     | 獲獎 |
| 2014 | 電影 | 第50屆百想藝術大獎              | 電影部門 男子新人演技賞       | 《華頤：吞噬怪物的孩子》     | 提名 |
| 2014 | 電影 | 第50屆百想藝術大獎              | 電影部門 男子人氣賞           | 《華頤：吞噬怪物的孩子》     | 提名 |
| 2014 | 電影 | 第6屆Pierson Movie Festival     | 新人部門 最佳演員獎           | 《華頤：吞噬怪物的孩子》     | 獲獎 |
| 2015 | 電影 | 第4屆Marie Claire Film Festival | 新秀獎                        | 《朝我的心臟開槍》           | 獲獎 |
| 2015 | 電影 | 第52屆大鐘獎                    | 男子新人演技賞                | 《朝我的心臟開槍》           | 提名 |
| 2015 | 電影 | 第52屆大鐘獎                    | 男子人氣賞                    | 《朝我的心臟開槍》           | 提名 |
| 2015 | 電影 | 第51屆百想藝術大獎              | 電影部門 男子人氣賞           | 《朝我的心臟開槍》《白專家》 | 提名 |
| 2015 | 戲劇 | 第29屆KBS演技大賞               | 男子新人演技賞                | 《橘皮馬末蘭果醬》           | 獲獎 |
| 2015 | 戲劇 | 第29屆KBS演技大賞               | 網絡男子人氣賞                | 《橘皮馬末蘭果醬》           | 提名 |
| 2015 | 戲劇 | 第29屆KBS演技大賞               | 最佳情侶獎（與金雪炫）        | 《橘皮馬末蘭果醬》           | 提名 |
| 2016 | 戲劇 | 第23屆SBS演技大賞               | 長篇電視劇部門 男子優秀演技賞 | 《大撲》                     | 獲獎 |
| 2016 | 戲劇 | 第23屆SBS演技大賞               | 最佳情侶獎（與張根碩）        | 《大撲》                     | 提名 |
| 2017 | 戲劇 | 第24屆SBS演技大賞               | 水木劇部門 男子最優秀演技獎   | 《重逢的世界 (電視劇)》      | 提名 |
| 2018 | 電影 | 第54屆百想藝術大獎              | 男子人氣獎                    | 《代立軍》                   | 提名 |
| 2019 | 戲劇 | 第55屆百想藝術大獎              | 電視部門 男子最優秀演技賞     | 《成為王的男人》             | 提名 |
| 2019 | 戲劇 | 第26屆SBS演技大賞               | 中篇劇部門 男子最優秀演技獎   | 《絕對達令》                 | 提名 |

## 外部連結
- 呂珍九的Instagram帳戶
- 呂珍九的Facebook專頁
- 呂珍九的新浪微博
- NAVER（页面存档备份，存于）
- 呂珍九官方網站（页面存档备份，存于）
- 呂珍九的X（前Twitter）
- 呂珍九在互联网电影资料库（IMDb）上的資料（英文）
- JANUSENT官方Youtube頻道 （页面存档备份，存于）